# Джон Фьодорович
Джон Питър Фьодорович (на английски: John Peter Fedorowicz) е американски гросмайстор и автор на шахматна литература.

## Биография
Научава се да играе шахмат през 1972 г., вдъхновен от мача Фишер–Спаски за световната титла, излъчен по телевизията, и ентусиазираният младеж прави бърз прогрес, за да стане съшампион на американското първенство за юноши през 1977 и едноличен победител през 1978 г.
Фьодорович или „The Fed“, както е известен сред шахматните кръгове, продължава да впечатлява и през 1984 г. поделя трето място на първенството на САЩ, заема второ място в Хейстингс (1984-85) и второ място в Дортмунд (1986). Представя САЩ на шахматната олимпиада през 1986 г. в Дубай, където се представя добре и спечелва гросмайсторско звание същата година.
Откакто става гросмайстор, се превръща в един от водещите американски шахматисти, записвайки победи в Кан (1987), Сесимбра (1987) и Вайк ан Зее (1990). Спечелва също открити турнири, включително Ню Йорк Оупън (1989), Откритото първенство на САЩ и Световното открито първенство във Филаделфия. В Стокхолм (1990) завършва втори зад Алексей Широв.
Фьодорович е капитан на олимпийския отбор на САЩ на две олимпиади и често изпълнява ролята на секундант или съветник на кандидата за световната титла Гата Камски. Той също е автор или съавтор на голям брой шахматни книги или статии за списания или онлайн издатели.
Негови хобита са четенето, готвенето, играенето и гледането на различни спортове и други видове игри на дъска, включително Монополи, Риск и Скрабъл. Като активен нюйоркчанин, той прекарва голяма част от времето си в обществото, преподавайки шахмата на деца, даващ частни уроци и посещаващ шахматни лагери. Сред неговите ученици е Катарин Пелетиер, най-силната състезателка сред жените до 18 години на САЩ.